# DVD+R
El  DVD+R  (DVD+gravable) és un disc òptic gravable només una vegada. Aquest format de disc DVD+R és el mateix que el DVD-R però creat per una altra aliança de fabricants. El DVD Forum va crear els estàndards oficials DVD-ROM/-R/-RW/-RAM. DVD Alliance va crear els estàndards DVD+R/+RW per evitar pagar la llicència al DVD Forum. Atès que els discs DVD+R/+RW no formen part dels estàndards oficials, no poden mostrar el logotip DVD. Panasonic i el DVD Forum estan darrere del DVD-RAM i els formats DVD-R/RW, mentre que Phillips i la DVD Alliance són responsables de l'alternativa DVD+R/+RW.